# Abbaye de Michaelstein
L'abbaye de Michaelstein est une ancienne abbaye cistercienne située à Blankenburg à la frange nord de l'Harz, dans le Land de Saxe-Anhalt, en Allemagne. Fondée au XIIe siècle par les comtes de Blankenburg en Saxe, vassaux de l'abbaye impériale de Quedlinbourg, les bâtiments sont aujourd'hui une étape de la route de l'art roman.

## Histoire

### La fondation
En 956, un ermitage est mentionné dans un acte de donation promulgué par le roi Otton Ier. Il s'agit d'une chapelle troglodyte consacrée à Saint Michel, située dans les forêts au-dessus de l'abbaye et aujourd'hui nommée Volkmarskeller. 
Dans les années 1130, le comte Burchard de Blankenburg, vassal de l'abbaye de Quedlinbourg, offrit plusieurs domaines pour la création d'un monastère selon la règle de saint Benoît, avec la permission de l'abbesse Béatrice II (de), une fille du comte Hermann Ier de Winzenbourg. La donation a été confirmée par le pape Innocent II en décembre 1139 ; la nouvelle abbaye se déplacera quelques années plus tard près de Michaelstein, à son emplacement actuel. En 1147, Béatrice II a remis les possessions à l'ordre cistercien à Kamp, approuvé par le pape Eugène III en 1152. L'abbaye connaît une prospérité immédiate et acquit de nombreux terrains dans les environs.
Les restes mortels de [[Béatrice de Gandersheim|Béatrice Modèle:Iere]], fille de l'empereur Henri III, ancienne abbesse de Quedlinbourg et de Gandersheim morte en 1061, sont emmurés dans la paroi extérieure de l'église abbatiale baroque, dans l'aile ouest du monastère. 
Le 10 mai 1525, les paysans révoltés s'en prennent à l'abbaye. Au cours de la Réforme protestante, le dernier abbé catholique part en 1543. L'abbaye devient une propriété des comtes de Blankenburg (de), qui agissent aussi comme des pasteurs protestants. Après la mort du dernier comte en 1599, elle revient aux princes de Brunswick-Wolfenbüttel. De 1629 à 1631 puis de 1636 à 1640, durant la guerre de Trente Ans, de nouveaux moines cisterciens s'installent. En 1690, l'abbaye est à nouveau la possession des ducs de Brunswick-Lunebourg ; le duc Louis-Rodolphe y établit une école puis des activités économiques. Sous la direction d'Eberhard Finen (de), un séminaire est créé en 1717, il cesse en 1808.

### La sécularisation
À la suite d'une délibération du 21 septembre 1880, le gouvernement de Brunswick décide, sur la recommandation du président de la Chambre Griepenkerl, d'installer une écloserie de truites, saumons et de loches franches.
En 1945, la réforme agraire impose l'exproriation et la division des terres de la propriété monastique. En 1968, la restauration de l'édifice commence à l'initiative de l'orchestre de chambre Telemann (de) et de son chef Eitelfriedrich Thom (de). En 1977 est fondé un institut culturel et de recherche consacré à la musique classique du XVIIIe siècle. En 1988, un musée présente une collection d'instruments de musique principalement historiques. En 1997, l'institut devient un institut public. En 2001, le conservatoire de Saxe-Anhalt s'installe dans l'ancienne abbaye. L'orchestre devient alors de plus en plus autonome. Après la mort d'Eitelfriedrich Thom, sa veuve reprend l'orchestre sous son premier nom, sans rapport avec l'abbaye.